# Crimson Desert
Crimson Desert je připravovaná akční hra na hrdiny od jihokorejské společnosti Pearl Abyss. Hra má vyjít pro Windows, Xbox Series X/S, PlayStation 4, PlayStation 5, Xbox One a MacOs.

## Hratelnost
Crimson Desert se odehrává ve středověkém fantasy světě na kontinentu zvaném Pywel. Hráč se ujme postavy žoldáka Macduffa, který má za úkol získat zpět svá území, přičemž musí bojovat proti tlupám ostatních žoldáků, znepřáteleným frakcím a mytickým stvořením.

## Vývoj
Hra byla původně plánována jako prequel ke hře Black Desert Online, ale z plánů nakonec sešlo a hra se změnila na hru pro jednoho hráče odehrávající se ve stejném vesmíru. V prosinci 2020, po vydání traileru na The Game Awards, vydala společnost Pearl Abyss okomentovaná videa, která vysvětlují vývoj hry a její vizi. Hra využívá vylepšenou verzi vlastního herního enginu s názvem BlackSpace Engine.